# Galina Starovojtova
Galina Vasil'evna Starovojtova (in russo Гали́на Васи́льевна Старово́йтова?; Čeljabinsk, 17 giugno 1946 – San Pietroburgo, 20 novembre 1998) è stata una politica russa, dissidente  e attivista per i diritti umani con partecipazione al "Gruppo Helsinki di Mosca", etnografa nota per il suo lavoro a protezione delle minoranze etniche e promotrice di riforme democratiche in Russia. È stata uccisa a colpi d'arma da fuoco nel suo condominio nel 1998.

## Biografia
Nata nella città degli Urali di Čeljabinsk il 17 maggio 1946 da padre bielorusso e madre russa, Starovoijova si è laureata presso il Accademia di Ingegneria Militare di Leningrado nel 1966 e ha conseguito un master in psicologia sociale presso l'Università di Leningrado nel 1971. Nel 1980, ha ottenuto un dottorato in antropologia sociale presso l'Istituto di etnografia dell'Accademia delle scienze dell'URSS, dove ha lavorato per diciassette anni. Ha condotto una ricerca di dottorato alla fine degli anni '70, concentrandosi su un argomento delicato in quel periodo, il ruolo dei gruppi etnici nelle città sovietiche. I dati del suo studio sono stati tratti principalmente da Leningrado. La sua tesi di dottorato, pubblicata nel 1987, era uno studio sui tartari di Leningrado. Ha anche pubblicato ampiamente sulla teoria antropologica, studi interculturali e antropologia caucasica, con ricerche sul campo in particolare nelle aree del Nagorno-Karabakh e dell'Abkhazia. 
All'inizio del 1988, dopo la nascita del movimento nazional-democratico armeno, divenne una sostenitrice dell'autodeterminazione della regione del Nagorno-Karabakh. Nel dicembre 1988, ha accompagnato l'accademico Andrej Sacharov in Armenia, Azerbaigian e la regione del Karabakh in un tentativo di mediazione e riconciliazione. Dal 1994 al 1998 è stata visiting professor presso il Watson Institute for International Studies della Brown University di Providence, Rhode Island, tenendo conferenze sulla politica di autodeterminazione delle minoranze etniche.

## Carriera politica
Galina Starovojtova ha iniziato la carriera politica nel 1989, quando è stata eletta rappresentante dell'Armenia al Congresso dei deputati del popolo dell'Unione Sovietica. Nel Congresso dell'URSS, divenne membro della fazione riformista, il Gruppo interregionale dei deputati del popolo, che era guidato da Sacharov e comprendeva altri notabili come Jurij Ščekočichin, Sergej Jušenkov e Boris El'cin. Al Congresso, il suo lavoro si incentrò principalmente sui problemi delle nazionalità, sui piani per la nuova federazione e sulla stesura di una nuova costituzione sovietica. Ha anche sostenuto gli armeni nel Nagorno-Karabakh durante il conflitto armeno-azerbaigiano. Nel giugno 1990, Starovojtova ottenne anche un seggio nel nuovo Congresso dei deputati del popolo della RSFSR (Federazione russa) da Leningrado (ora San Pietroburgo), dove prestò servizio fino allo scioglimento del Congresso nel settembre 1993. Come per il parlamento dell'URSS, lei ha vinto il suo seggio nel parlamento russo con una valanga di voti su una lista in competizione di candidati maschi.

### Portavoce di El'cin
Nell'estate del 1991, Starovojtova è stata portavoce di El'cin nella sua campagna di successo per la presidenza della Federazione Russa. A quel tempo, Starovojtova era stata promossa da diverse forze democratiche alla carica di vicepresidente o ministro della difesa. Invece, è diventata consigliere presidenziale per le questioni interetniche fino alla fine del 1992, quando è stata dimissionata da El'cin, apparentemente sotto la pressione di elementi conservatori per aver criticato il sostegno di Mosca agli osseti contro gli ingusci nel Caucaso settentrionale.
Prima di rilanciare la sua carriera legislativa nel 1995, Starovojtova ha trascorso il suo tempo presso l'Institute for the Economy in Transition di Mosca, come co-presidente del Movimento per la Russia democratica e come borsista presso lo United States Institute of Peace con sede a Washington. Con l'ex prigioniero politico Sergej Grigorjanc e il finanziamento di George Soros, ha co-organizzato una serie di conferenze internazionali a Mosca a metà degli anni '90 sul tema "Il KGB: ieri, oggi, domani".

### Eletta alla Duma
Nel 1995 è stata eletta alla Duma di Stato russa dal movimento politico "Russia democratica - Unione dei lavoratori liberi". Il movimento era guidato da lei e da due membri di spicco del Gruppo Helsinki di Mosca: Lev Ponomarëv e il sacerdote ortodosso dissidente Gleb Jakunin.
Galina Starovojtova è stata una forte sostenitrice delle minoranze etniche. Ha detto: "Se in conformità con gli standard internazionali riconosciamo i diritti delle nazioni all'autodeterminazione, dobbiamo riconoscerlo anche all'interno della Russia". Insieme a Sergej Kovalëv e altri ha negoziato con Džochar Dudaev nel tentativo di prevenire la prima guerra cecena. Hanno convinto Dudaev a firmare un protocollo in cui ha accettato di ritirare le sue richieste per l'immediata indipendenza cecena e avviare negoziati ufficiali, secondo un altro membro della Duma Valerij Borščëv. Sergej Stepašin e altri convinsero El'cin che le operazioni militari erano necessarie e sarebbero state molto rapide e di successo.  Quando iniziò la guerra, Starovojtova chiamò El'cin "Boris il Sanguinario" e disse: "Il tempo storico di El'cin il riformatore è passato e il suo nuovo regime può rivelarsi pericoloso non solo per la Russia".
È stata membro del comitato editoriale di Demokratizatsiya: The Journal of Post-Soviet Democratization, una rivista accademica sottoposta a revisione paritaria pubblicata in collaborazione con l'Università americana e l'Università statale di Mosca. Nel corso degli anni, Galina Starovojtova ha partecipato a numerosi incontri e discussioni internazionali, dove ha avuto conversazioni con leader mondiali tra cui Margaret Thatcher, Jacques Chirac, Václav Havel, Henry Kissinger e Lech Wałęsa.

### Contraria al troppo potere del KGB
La Starovojtova era fermamente contraria all'onnipresenza dei servizi di sicurezza in Russia ma nessuno degli altri rappresentanti eletti l'ha sostenuta. Starovojtova ha redatto una legge sul cambiamento e l'ha presentata alla Duma almeno 5 volte. Il suo omicidio verrà stato collegato da alcuni al suo lavoro per approvare una legge contro il troppo potere del KGB in Russia. Una volta ha anche detto: "Propongo la decisione di disporre una visita medica dei deputati della Duma di Stato, soprattutto alla luce del voto sulla battaglia contro l'antisemitismo, quando molti nostri colleghi ci hanno dato motivo di dubitare della loro salute mentale".

### Leader di Russia democratica
Nell'aprile 1998 è diventata leader della "Russia democratica", poi registrata come partito ufficiale, per preparare le elezioni della Duma di Stato che si sarebbero tenute nel dicembre 1999. Gli addetti alla sicurezza dello Stato hanno assunto in successione la carica di Primo Ministro all'epoca. Il gabinetto di Sergej Kirienko, collegato al GRU, è stato sostituito nell'agosto 1998 dal gabinetto del veterano dell'SVR Evgenij Primakov. Una nuova leadership è arrivata anche ai servizi di sicurezza dello stato quando Vladimir Putin è stato nominato capo dell'FSB nel luglio 1998. Galina Starovojtova ha cercato di impedire a queste persone di salire al potere usando i suoi legami personali con diverse figure politiche e con la moglie di El'cin, secondo Valerij Borščëv. Starovojtova si è opposta all'ampio mandato dell'FSB, facendone un punto importante della sua piattaforma politica in " Russia democratica ". Ha votato contro la nomina di Evgenij Primakov a primo ministro.

### L'assassinio
Starovojtova è stata uccisa a colpi di arma da fuoco all'ingresso del suo condominio a San Pietroburgo il 20 novembre 1998. Il suo aiutante, Ruslan Linkov, è rimasto ferito nell'attacco. L'indagine sull'omicidio si è svolta sotto il controllo personale del ministro dell'Interno Sergej Stepašin, membro di spicco del partito filo-occidentale Jabloko, ex capo riformista dell'FSB sotto El'cin e futuro primo ministro della Russia. Nel giugno 2005, due sicari, Jurij Kol'čin e Vitalij Akišin, sono stati giudicati colpevoli di omicidio e condannati rispettivamente a 20 e 23 anni di reclusione. Akišin è stato nominato come colui che ha premuto il grilletto e Kol'čin come colui che aveva organizzato l'attacco. Il 28 settembre 2006, Vjačeslav Leljavin è stato condannato a 11 anni di carcere per il suo ruolo nell'organizzazione dell'omicidio. Sergej Musin, Oleg Fedosov e Igor' Bogdanov sono ancora ricercati. 
Secondo un'indagine ufficiale, l'omicidio è stato organizzato dall'ex sicario del GRU Jurij Kol'čin. Tuttavia, le persone che hanno ordinato questo assassinio non sono mai state trovate. Valerija Novodvorskaja ha affermato che i servizi di sicurezza dello stato russo hanno ucciso Starovojtova per eliminare la sua influenza su Boris El'cin e la sua resistenza nel nominare l'ex generale del KGB Yevgeny Primakov come primo ministro della Russia. Novodvorskaja ha suggerito che il generale dell'FSB Viktor Čerkesov abbia accompagnato Starovojtova poco prima dell'omicidio perché sapeva che sarebbe stata uccisa.